# بات بيشوب
بات بيشوب (بالإنجليزية: Pat Bishop)‏ هي ممثلة أسترالية، ولدت في 13 يونيو 1946 في بلفاست في المملكة المتحدة، وتوفيت في 28 مارس 2000 في ملبورن في أستراليا.

## وصلات خارجية
- بات بيشوب على موقع IMDb (الإنجليزية)
- بات بيشوب على موقع قاعدة بيانات الفيلم (الإنجليزية)